# Yellow Cup Januar 2006
Der Yellow Cup ⅩⅩⅩⅣ (2006) in der Schweizer Stadt Winterthur war der 34. Yellow Cup.

## Modus
In dieser Austragung spielten 4 Mannschaften im Modus «Jeder gegen jeden» mit je einem Spiel um den Cup. Bei Punktgleichheit entschied die bessere Tordifferenz.

## Resultate

### Rangliste
| Pl. | Land              | Sp. | S | U | N | Tore    | Diff. | Punkte |
| --- | ----------------- | --- | - | - | - | ------- | ----- | ------ |
| 1.  | Schweiz           | 3   | 2 | 1 | 0 | 076:690 | +7    | 5      |
| 2.  | Ägypten           | 3   | 1 | 2 | 0 | 085:730 | +12   | 4      |
| 3.  | Daido Steel Japan | 3   | 1 | 1 | 1 | 083:780 | +5    | 3      |
| 4.  | Kuwait            | 3   | 0 | 0 | 3 | 062:860 | −24   | 0      |

### Spiele
| 3. Januar 2006 | Schweiz | 21 : 18 | Kuwait | Eulachhalle |
| 3. Januar 2006 |         |         |        | Eulachhalle |
| 3. Januar 2006 |         |         |        | Eulachhalle |

| 3. Januar 2006 | Daido Steel Japan | 26 : 26 | Ägypten | Eulachhalle |
| 3. Januar 2006 |                   |         |         | Eulachhalle |
| 3. Januar 2006 |                   |         |         | Eulachhalle |

| 3. Januar 2006 | Ägypten | 29 : 17 | Kuwait | Eulachhalle |
| 3. Januar 2006 |         |         |        | Eulachhalle |
| 3. Januar 2006 |         |         |        | Eulachhalle |

| 3. Januar 2006 | Daido Steel Japan | 22 : 25 | Schweiz | Eulachhalle |
| 3. Januar 2006 |                   |         |         | Eulachhalle |
| 3. Januar 2006 |                   |         |         | Eulachhalle |

| 3. Januar 2006 | Kuwait | 27 : 36 | Daido Steel Japan | Eulachhalle |
| 3. Januar 2006 |        |         |                   | Eulachhalle |
| 3. Januar 2006 |        |         |                   | Eulachhalle |

| 3. Januar 2006 | Schweiz | 30 : 30 | Ägypten | Eulachhalle Zuschauer: 1400 |
| 3. Januar 2006 |         |         |         | Eulachhalle Zuschauer: 1400 |
| 3. Januar 2006 |         |         |         | Eulachhalle Zuschauer: 1400 |

## Torschützenliste
Bei gleicher Anzahl von Treffern sind die Spieler alphabetisch geordnet.
| Pl. | Spieler         | Land              | Tore |
| --- | --------------- | ----------------- | ---- |
| 1.  | Won-Chul Paek   | Daido Steel Japan | 27   |
| 2.  | Martin Engeler  | Schweiz           | 22   |
| 3.  | Ahmed El-Ahmar  | Ägypten           | 19   |
| 4.  | Suematsu Makoto | Daido Steel Japan | 16   |
| 4.  | Lee Jee-Woo     | Daido Steel Japan | 16   |

## Auszeichnungen
| Auszeichnung          | Spieler                               | Land                   |
| --------------------- | ------------------------------------- | ---------------------- |
| Attraktivster Spieler | Hassan Yosry                          | Ägypten                |
| Bester Torhüter       | Christian Meisterhans                 | Schweiz                |
| Fairnesspreis         | -                                     | Ägypten                |
| Beste Schiedsrichter  | Slobodan Visekruna / Zoran Stanojevic | Serbien und Montenegro |
| Publikumspreis        | -                                     | Daido Steel Japan      |
| Besondere Verdienste  | Walter Kienast                        | Schweiz                |